# Runcimanova cena
Runcimanova cena, anglicky Runciman Award, je každoroční ocenění udělované Anglo-Hellenic League za literární dílo v angličtině věnované zcela nebo z části Řecku nebo helénismu. Cena je pojmenována po siru Stevenu Runcimanovi a v současné době je sponzorována (od roku 2021) nadací AG Leventis a Charitativní nadací Athanasios C. Laskaridis. Hodnota ceny je 10 000 GBP.

## Držitelé

### Spojené království
| Rok  | Jméno                           | Dílo                                                                                                   | Editor                      |
| ---- | ------------------------------- | --- | --------------------------- |
| 1986 | David Constantine               | Travellers in Greece                                                                                   | Cambridge University Press  |
| 1987 | neuděleno                       | - | -                           |
| 1988 | John S. Koliopoulos             | Brigands with a Cause:Brigandage and Irredentism in Modern Greece, 1820-1921                           | Oxford University Press     |
| 1989 | Rowland J. Mainstone            | Hagia Sophia: Architecture,Structure and Liturgy of Justinian’s Great Church                           | Thames and Hudson           |
| 1990 | John Gould                      | Herodotus                                                                                              | Weidenfeld & Nicolson       |
| 1991 | Sir Hugh Lloyd-Jones            | The Academic Papers                                                                                    | Oxford University Press     |
| 1992 | Mark Mazower                    | Greece and the Inter-War Economic Crisis                                                               | Oxford University Press     |
|      | Antony Beevor                   | Crete: the Battle and the Resistance                                                                   | John Murray                 |
| 1993 | Richard Clogg                   | A Concise History of Greece                                                                            | Cambridge University Press  |
| 1994 | Paul Magdalino                  | The Empire of Manuel I Komnenos, 1143-1180                                                             | Cambridge University Press  |
| 1995 | Roderick Beaton                 | An Introduction to Modern Greek Literature                                                             | Oxford University Press     |
| 1996 | Sir John Boardman               | The Diffusion of Classical Art in Antiquity                                                            | Thames and Hudson           |
|      | Rosemary Morris                 | Monks and Laymen in Byzantium, 843-1118                                                                | Cambridge University Press  |
| 1997 | Andrew Dalby                    | Siren Feasts: A History of Food and Gastronomy in Greece                                               | Routledge                   |
|      | Oliver Rackham & Jennifer Moody | The Making of the Cretan Landscape                                                                     | Manchester University Press |
|      | Gelina Harlaftis                | A History of Greek-owned Shipping: the Making of an International Tramp Fleet, 1830 to the present day | Routledge                   |
|      | Nigel Spivey                    | Understanding Greek Sculpture:Ancient Meanings, Modern Readings                                        | Thames and Hudson           |
| 1998 | George Cawkwell                 | Thucydides and the Peloponnesian War                                                                   | Routledge                   |
|      | Martin West                     | The East Face of Helicon: West Asiatic Elements in Greek Poetry and Myth                               | Clarendon Press, Oxford     |
|      | Robin Cormack                   | Painting and the Soul: Icons, Death Masks and Shrouds                                                  | Reaktion Books              |
|      | Patricia Storace                | Dinner with Persephone                                                                                 | Granta Books                |
| 1999 | Ian MacNiven                    | Lawrence Durrell: a Biography                                                                          | Faber & Faber               |
|      | Christopher Stray               | Classics Transformed: Schools, Universities and Society in England, 1830-1960                          | Clarendon Press, Oxford     |
|      | Jenny March                     | Dictionary of Classical Mythology                                                                      | Cassell                     |
| 2000 | J. V. Luce                      | Celebrating Homer’s Landscapes                                                                         | Yale University Press       |
|      | Reviel Netz                     | The Shaping of Deduction in Greek Mathematics: A Study in Cognitive History                            | Cambridge University Press  |
| 2001 | Cyprian Broodbank               | An Island Archaeology of the Early Cyclades                                                            | Cambridge University Press  |
| 2002 | James Whitley                   | The Archaeology of Ancient Greece                                                                      | Cambridge University Press  |
| 2003 | Sir John Boardman               | The Archaeology of Nostalgia:How the Greeks re-created their Mythical Past                             | Thames and Hudson           |

### Spojené království a Řecko
Od roku 2004 je cena udělována dílu publikovanému ve Spojeném království nebo Řecku v uplynulém roce:
| Rok              | Jméno                           | Dílo                                                                                            | Editor                     |
| ---------------- | ------------------------------- | ----------------------------------------------------------------------------------------------- | -------------------------- |
| 2004             | Roderick Beaton                 | George Seferis – Waiting for the Angel – A Biography                                            | Yale University Press      |
| 2005             | Mark Mazower                    | Salonica, City of Ghosts: Christians, Muslims and Jews                                          | Harper Collins             |
| 2006             | Robin Lane Fox                  | The Classical World                                                                             | Time Warner Book Group     |
|                  | Tom Holland                     | Persian Fire                                                                                    | Allen Lane                 |
| 2007             | Bruce Clark                     | Twice a Stranger                                                                                | Granta Books               |
|                  | Robert Holland & Diana Markides | The British and the Hellenes                                                                    | Oxford University Press    |
| 2008             | Imogen Grundon                  | The Rash Adventurer: A Life of John Pendlebury                                                  | Libri Publications         |
| 2009             | K.E. Fleming                    | Greece - A Jewish History                                                                       | Princeton University Press |
| 2010             | Juliet du Boulay                | Cosmos, Life and Liturgy in a Greek Orthodox Village                                            | Denise Harvey Publishers   |
| 2011             | Molly Greene                    | Catholic Pirates and Greek Merchants: A Maritime History of the Early Modern Mediterranean      | Princeton University Press |
|                  | Emily Greenwood                 | Afro-Greeks: Dialogues Between Anglophone Caribbean Literature and Classics in the 20th Century | Oxford University Press    |
| 2012             | Peter Thonemann                 | The Maeander Valley                                                                             | Cambridge University Press |
| 2013             | Simon Goldhill                  | Sophocles and the Language of Tragedy                                                           | Oxford University Press    |
| 2014             | Roderick Beaton                 | Byron’s War: Romantic Rebellion, Greek Revolution                                               | Cambridge University Press |
| 2015             | Armand M. Leroi                 | The Lagoon: How Aristotle Invented Science                                                      | Bloomsbury Publishing      |
| 2016             | Sharon E. J. Gerstel            | Rural Lives and Landscapes in Late Byzantium                                                    | Cambridge University Press |
| 2017a (společně) | Ivan Drpić                      | Epigram, Art and Devotion in Later Byzantium                                                    | Cambridge University Press |
| 2017b (společně) | Marc Domingo Gygax              | Benefaction and Rewards in the Ancient Greek City                                               | Cambridge University Press |
| 2018a (společně) | Matthew Simonton                | Classical Greek Oligarchy                                                                       | Princeton University Press |
| 2018b (společně) | Colm Tóibín                     | House of Names                                                                                  | Penguin/Viking             |
| 2019a (společně) | Paul J. Kosmin                  | Time and its Adversaries in the Seleucid Empire                                                 | Belknap Press of Harvard   |
| 2019b (společně) | Robin Osborne                   | The Transformation of Athens: Painted Pottery and the Creation of Classical Greece              | Princeton University Press |
| 2020             | neuděleno                       | -                                                                                               | -                          |
| 2021             | Roderick Beaton                 | Greece: Biography of a Modern Nation                                                            | Allen Lane                 |
| 2022             | Ian Collins                     | John Craxton: A Life Full of Gifts                                                              | Yale University Press      |
| 2023             | Alicia E. Stallings             | This Afterlife: Selected Poems                                                                  | Carcanet                   |
| 2024             | Islam Issa                      | Alexandria: The City That Changed the World                                                     | Sceptre                    |